# Copacabana, Rio de Janeiro
Copacabana (portugalsko: [ˌkɔpakaˈbɐnɐ]) je bairro (soseska) v Južni coni mesta Rio de Janeiro, Brazilija. Najbolj znana je po 4 km dolgi plaži balneario, ki je ena najbolj znanih na svetu.

## Zgodovina
Okrožje se je do sredine 18. stoletja prvotno imenovalo Sacopenapã (v prevodu iz jezika Tupi pomeni 'pot socósov', socós je vrsta ptic). Preimenovali so ga po izgradnji kapele z repliko Virgen de Copacabana, zaščitnice Bolivije.

## Značilnosti
Copacabana se začne na aveniji Princese Isabel in konča na Posto Seis (reševalna straža 6). Onkraj Copacabane sta dve majhni plaži: ena znotraj trdnjave Copacabana in druga takoj za njo: plaža Diabo ('Hudič'). Sledi plaža Arpoador, kjerdeskarji iščejo popolne valove, sledi pa ji znamenito okrožje Ipanema. Območje je med poletnimi olimpijskimi igrami leta 2016 služilo kot ena od štirih 'olimpijskih con'. Po podatkih Rioturja, sekretariata za turizem v Riu de Janeiru, je na Copacabani 63 hotelov in 10 hostlov.

### Plaža Copacabana
Plaža Copacabana, ki je na obali Atlantika, se razteza od Posto Dois (reševalni stražarski stolp 2) do Posto Seis (reševalski stražni stolp 6). Soseska višjega srednjega razreda Leme je na Posto Um (reševalna straža 1). Na obeh koncih plaže Copacabana so zgodovinske trdnjave; Trdnjava Copacabana, zgrajena leta 1914, je na južnem koncu ob Posto Seisu in trdnjava Duque de Caxias, zgrajena leta 1779, na severnem koncu. V okolici so številni hoteli, restavracije, bari, nočni klubi in stanovanjske stavbe. Ob nedeljah in praznikih je ena stran Avenida Atlântica zaprta za avtomobile, kar daje prebivalcem in turistom več prostora za dejavnosti ob plaži.
Plaža Copacabana gosti milijone veseljakov med vsakoletnim silvestrskim praznovanjem, prve tri izdaje turnirja pa je uradno prizorišče svetovnega prvenstva v nogometu na mivki FIFA.

## Promenada Copacabana
Promenada Copacabana je pločnik velikega obsega dolg 4 kilometre. Ponovno je bil zgrajen leta 1970 in je od svojega nastanka v 1930-ih uporabljal črno-bel portugalski tlak: geometrijski val. Promenado Copacabana je zasnoval Roberto Burle Marx.

## Življenjski standard
Copacabana ima 12. najvišji indeks človekovega razvoja v Riu; popis leta 2000 je HDI Copacabane postavil na 0,902.

## Soseska
Po podatkih IBGE na Copacabani živi 160.000 ljudi, od tega jih je 44.000 ali 27,5 % starih 60 let ali več. Copacabana covers an area of 5.220 km2 Copacabana pokriva površino 5220 km², kar daje občini gostoto prebivalstva 20.400 ljudi na km². V občini prevladujejo enajst- do trinajstnadstropne stanovanjske stavbe, zgrajene ena poleg druge. Hiše in dvonadstropne stavbe so redke.
Ko je bil Rio glavno mesto Brazilije, je Copacabana veljala za eno najboljših sosesk v državi.

## Promet
Več kot 40 različnih avtobusnih prog služi Copacabani, prav tako tudi tri postaje podzemne železnice: Cantagalo, Siqueira Campos in Cardeal Arcoverde.
Tri glavne medsebojno vzporedne arterije sekajo čez celotno okrožje: Avenida Atlântica (Atlantska avenija), ki je 6-pasovna, 4 km dolga avenija ob obali, avenija Nossa Senhora de Copacabana in ulica Barata Ribeiro/Raul Pompéia, ki sta obe 4 pasovi in dolžina 3,5 km. Ulica Barata Ribeiro spremeni svoje ime v ulico Raul Pompéia po predoru Sá Freire Alvim. Štiriindvajset ulic seka vse tri glavne arterije, sedem drugih ulic pa seka nekatere od treh.

## Pomembni dogodki
- 26. aprila 1949 se je RMS Magdalena zlomila na dvoje, ko so jo vlekli v pristanišče Rio de Janeira. Večji del njenega tovora pomaranč je naplavilo na plažo.
- 31. decembra 1994 je bilo na silvestrovanju koncert Roda Stewarta, ki ga je obiskalo 4,5 milijona ljudi, kar je pomenilo največjo koncertno množico doslej.[8] Nedavno je bila plaža prizorišče ogromnih brezplačnih koncertov, ki niso bili povezani s praznovanjem ob koncu leta.
- 21. marca 2005 v ponedeljek zvečer je Lenny Kravitz tam nastopil pred 300.000 ljudmi v okviru svoje turneje Electric Church Tour.
- 18. februarja 2006, v soboto, so The Rolling Stones pripeljali svojo turnejo A Bigger Bang Tour, ki je daleč presegla to mejo in na plažo privabila več kot 1,5 milijona ljudi.
- 7. julija 2007 je plaža gostila brazilski del koncertov Live Earth, ki je pritegnil 400.000 ljudi. Kot glavni voditelj je Lenny Kravitz drugič nastopil na prizorišču, z Jorgejem Benjorjem, Macy Gray, O Rappo in Pharrellom kot glavnimi uvodnimi igralci.
- 2. oktobra 2009 je 100.000 ljudi napolnilo plažo za veliko zabavo na plaži, ko je MOK objavil, da bo Rio gostil olimpijske igre leta 2016. Tukaj je potekalo 11 od 15 svetovnih prvenstev FIFA v nogometu na mivki.
- 28. julija 2013 je plaža gostila zaključni dogodek Svetovnega dneva mladih 2013. Približno 3 milijone ljudi, vključno s 3 predsedniki, se je pridružilo papežu Frančišku, ko je obhajal sveto mašo.
- Od maja do julija 2014 je na promenadi Copacabana potekala razstava United Buddy Bears, ki je privabila več kot 1.000.000 ljudi. Predstavitev je sestavljalo več kot 140 skulptur medvedov, od katerih je vsaka visoka dva metra in jih je oblikoval drug umetnik.
- Avgusta 2016 je bila plaža Copacabana prizorišče odbojke na mivki na olimpijskih igrah.
- 4. maja 2024 je Madonna izvedla zadnji nastop turneje Celebration Tour kot brezplačen dogodek za občinstvo z več kot 1.600.000 obiskovalci, največjo množico v živo v njeni karieri.[9]

## Silvestrovanje v Copacabani
Ognjemet v Riu de Janeiru ob praznovanju novega leta je eden največjih na svetu, saj traja od 15 do 20 minut. Ocenjuje se, da si ga na plaži Copacabana ogleda 2 milijona ljudi. Festival vključuje tudi koncert, ki traja vso noč. Praznovanje je postalo ena največjih turističnih atrakcij Ria de Janeira, ki privablja obiskovalce iz vse Brazilije in tudi iz različnih delov sveta, mestni hoteli pa so praviloma polno zasedeni. Praznovanje v živo prenašajo glavne brazilske mreže, vključno s TV Globo.

### Zgodovina
Silvestrovanje se na plaži Copacabana praznuje že od 1950-ih, ko so se kulti afriškega izvora, kot sta Candomblé in Umbanda, zbirali v majhnih skupinah, oblečenih v belo, za obredna praznovanja. Prvi ognjemet se je zgodil leta 1976, pokrovitelj pa je bil hotel na obali in od takrat se to ponavlja. V 1990-ih so v mestu to videli kot odlično priložnost za promocijo mesta in dogodek organizirali ter razširili.
Ocena, opravljena na silvestrovo leta 1992, je poudarila tveganja, povezana z naraščajočo množico na plaži Copacabana po ognjemetu. Od leta 1993 do 1994 so koncerti potekali na plaži, da bi obdržali javnost. Rezultat je bil uspeh z izhodom, razporejenim v obdobju 2 ur brez predhodnih pretresov, čeprav so kritiki trdili, da je zanikal duh novoletne tradicije verskega festivala z ognjemetom ob morju. Naslednje leto je Rod Stewart potolkel rekorde obiskanosti. Končno je Tribute to Tom Jobim - z Galom Costo, Gilbertom Gilom, Caetanom Velosom, Chicom Buarquejem in Paulinhom da Viola - utrdil predstave na Copacabana Réveillon.
Ognjemet je bilo treba spremeniti v enako kakovostno predstavo. Ognjemet sta ustvarila podjetnika Ricardo Amaral in Marius. S prejšnjih 8–10 minut se je čas podaljšal na 20 minut in izboljšala kakovost in raznolikost ognjemeta. Tehnična težava v ognjemetu 2000 je zahtevala uporabo trajektov od silvestrovanja 2001-02. Silvestrovanje je začelo tekmovati s karnevalom, od leta 1992 pa je samostojna turistična atrakcija.
V letih 2020–21 ni bilo praznovanja zaradi pandemije COVID-19, vendar se je ognjemet nadaljeval.